# Lambis scorpius
Espèce
Lambis scorpius ou Ptérocère scorpion est une espèce de mollusques gastéropodes marins de la famille des Strombidae. C'est une espèce peu commune.
Ce coquillage vit sur le sable grossier et sur les sols détritiques de l'étage infralittoral, dans la région Indo-Pacifique.
Sa longue est comprise entre 10 et 25 cm.

## Liste des sous-espèces
Selon World Register of Marine Species (30 mai 2010) :
- sous-espèce Lambis scorpius scorpius Linnaeus, 1758
- sous-espèce Lambis scorpius indomaris Abbott, 1961

## Philatélie
Ce coquillage figure sur deux émissions : à Wallis et Futuna en 1984 (valeur faciale : 43 F) et en Nouvelle-Calédonie en 1972 (valeur faciale 1 F et 25 F).